# Николай I (папа римский)
Святой Николай I Великий (лат. Nicolaus PP. I; 800 — 13 ноября 867) — папа римский с 24 апреля 858 года по 13 ноября 867 года. Идеолог папоцезаризма, самый значительный понтифик эпохи Каролингов, выдающийся интеллектуал IX века. 
Католическая историография почтила Николая наименованием Великий и внесла его в список святых. Память: 13 ноября.

## Ранние годы
Николай родился в знатной семье в Риме. Он был родственником Льва IV. Николай получил отличное образование, отличался благочестием, доброжелательностью, компетентностью, познаниями и красноречием и поступил на службу Церкви в раннем возрасте. Он был сделан иподиаконом папой Сергием II (844 — 847), а диаконом — при Льве IV (847 — 855). После смерти Бенедикта III (7 апреля 858) император Людовик II явился в город, чтобы оказать своё влияние на выборы. 
24 апреля Николай был избран Папой, рукоположён и возведён на престол в базилике Святого Петра в присутствии императора.
Через три дня после этого он организовал прощальный банкет для императора и затем, в сопровождении римской знати, посетил его в его лагере за городом, император встретил его верхом на коне.

## Папство
Сразу же после избрания на папский трон Николай решил проводить «независимую политику», которая в Риме завоёвывала всё большую популярность.
Для духовно истощённой и политически нестабильной Западной Европы, страдающей от мусульманских и норманнских вторжений, папа Николай явился символом сильной Церкви. Он был исполнен возвышенным пониманием своей миссии защитника закона Божьего.
Его относительно короткий (длившийся около девяти лет) понтификат вошёл в историю как период, когда впервые была последовательно сформулирована идеология папской теократии. 
По мнению Николая I, папа римский обладает всей полнотой власти в Церкви, является её единственным главой. Власть всех других епископов (на Востоке и на Западе) исходит от папы, который имеет право судить любое духовное лицо как ему заблагорассудится. Не менее сильно Николай подчёркивал верховенство папской власти над властью светских государей. Весь понтификат Николая I был непрерывной цепью усилий и борьбы, направленных на то, чтобы эти принципы осуществить на практике.
Николай I был первым, кто использовал так называемые лжеисидоровы декреталии, сборник сочинённых от имени бывших пап писем и декретов, в качестве кодекса прав, дававшего институту папства невиданную доселе независимость от государства, церковной иерархии — епископов, даже соборно ими принятых решений. Как пишет историк церкви  А. С. Хомяков, теория о главенстве папы строилась на этих документах до тех пор, пока он уже не мыслился вне обретенных сим кодексом прав.

### Епископы
Архиепископ Равенны Иоанн угнетал жителей папской территории, применял насилие к своим епископам, вымогал у них деньги и незаконно заключал священников в тюрьму. Он также изготовил поддельные документы, чтобы поддержать свои претензии к Римскому престолу, и жестоко обращался с папскими легатами. Поскольку предостережения папы оказались безрезультатными, и архиепископ проигнорировал три требования о явке в папский суд, он был отлучен от церкви осенью 860 года. Иоанн посетил императора в Павии, а затем все-таки решился отправиться в Рим. Однако после того как Николай раскритиковал его на собрании духовенства, Иоанн бежал из Рима. В дальнейшем Иоанн покаялся и был прощен папой. Однако позже он вступил в сговор архиепископами Трира и Кёльна, и был снова отлучен.
Однако главным оппонентом папы на Западе стал архиепископ Реймса Гинкмар, против выпадов которого папа выступал самым решительным образом. Епископ Ротад из Суасона обратился к папе с протестами против решений синода в Суассоне 861 года, который его низложил. Гинкмар выступил против обращения к папе, но в конце концов вынужден был признать примат папы в разрешении подобных споров. Новый спор вспыхнул между Гинкмаром и папой по поводу возведения священника Вульфада в сан архиерея в Бурже, но здесь снова Гинкмар был вынужден подчиниться указам Апостольского Престола.

### Брачные законы
Николай показал особое рвение в вопросах поддержания церковной дисциплины, особенно, в сфере брачного законодательства. Ингильтруда, жена графа Босо, бросила мужа ради любовника. Николай приказал епископам во владениях Карла Лысого отлучить её, если она не вернется к мужу. Поскольку она отказалась явиться на Миланский собор в 860 году, на неё наложили епитимью.
Папа был также вовлечен в отчаянную борьбу с епископами Лотарингии по поводу неприкосновенности брака. Король Лотарь II бросил жену Теутбергу, чтобы вступить в брак со своей любовницей Вальдрадой. На Синоде в Ахене 28 апреля 862 года епископы Лотарингии одобрили этот союз. На синоде в Меце в июне 863 года папские легаты, подкупленные королём, приняли решение Ахенского синода и осудили отсутствующую Теутбергу. Папа осудил епископов, которые признали новый брак короля Лотарингии, и подчеркнул своё право порицать светских владык. Два архиепископа, Гюнтер из Кёльна и Титгауд из Трира, явились в Рим в качестве делегатов, и были низложены папой. Император Людовик II воспротивился этому решению, в то время как король Лотарь двинулся на Рим с войском и осадил город, так что папа был заключен в течение двух дней в соборе Святого Петра без еды. Тем не менее Николай не поддался давлению. Императрица Ангельберга устроила примирение императора с папой, и Людовик приказал бывшим архиепископам Трира и Кёльна вернуться в свои дома. Николай не прекращал усилия по достижению примирения между Лотарем и его законной женой, но Лотарь остался верен Вальдраде.
Другой супружеский спор, в который Николай вмешался, был связан с Юдифью Фландрской, дочерью Карла II Лысого, которая без разрешения отца вышла за графа Фландрии Бодуэна I. Франкские епископы отлучили Юдифь, но Николай призвал к снисхождению, защищая свободу вступления в брак.

### Отношения с Восточной церковью
Самым ожесточённым был спор Николая с константинопольским патриархом Фотием I. Фотий пришёл к власти благодаря императору Михаилу III: прежний патриарх, Игнатий, отказался насильно постричь в монахини мать императора, за что лишился сана. На престол император возвел лояльного Фотия. Николай по просьбе Игнатия вступился за свергнутого патриарха. В письме от 8 мая 862 года на имя патриархов Востока Николай призвал их и всех епископов отказаться признавать Фотия.
Предметом спора была также сфера влияния восточного христианства в Болгарии и на территории северных славянских племён, где монах Константин (позднее Кирилл) и его брат Мефодий осуществляли интенсивную деятельность по инициативе Фотия — однако, с благословения папы. По целому ряду причин князь болгар Борис I заинтересовался обращением в христианство и обязался сделать это из рук западных священнослужителей, которых должен был предоставить король Людовик Немецкий. В конце того же года византийцы вторглись в Болгарию, и Борис был вынужден просить мира. Поскольку большинство его людей ещё были язычниками, Борис был тайно крещен по византийскому обряду. Византийский император, который стал его крестным отцом, уступил болгарам часть Фракии.
Недовольный византийским влиянием и рассчитывая на автокефалию, которую Фотий не собирался болгарам предоставлять, Борис в августе 866 года послал посольство к Николаю со 106 вопросами о дисциплине Церкви. Николай ответил на эти запросы и послал миссионеров во главе с епископом Формозом (позже — папа Формоз). Когда папа Адриан II отклонил просьбу Бориса сделать Формоза или диакона Марина (позже — папа Марин I) архиепископом Болгарии, Борис снова стал искать способы добиться от Константинополя автокефалии. В 870 году ему это удалось.
Папа Николай I выступил против определений Константинопольских соборов 858 и 861 года по делу патриарха Фотия, а самого Фотия объявил лишенным сана (863). Собором в Константинополе в 867 году Николай был сам лишён сана и анафематствован. Конфликт, известный как «фотиева схизма», продолжался при его преемнике папе Адриане II. Это было первое столкновение Запада с Востоком — предвестник разрыва, происшедшего 150 лет спустя.

## Наследие
Николай вел активную миссионерскую деятельность. Он санкционировал объединение кафедр Бремена и Гамбурга и подтвердил статус Ансгара, архиепископа Бременского, и его преемников как папских легатов среди датчан, шведов и славян. По многим другим церковным вопросам он рассылал письма и решения и предпринимал активные меры против епископов, которые пренебрегали своими обязанностями.
В Риме Николай восстановил и учредил несколько церквей. Он сам вел благочестивую жизнь, руководствуясь духом христианского аскетизма. После его смерти он почитался как святой и был канонизирован его преемником, папой Адрианом II. Его праздник отмечается 13 ноября.
Несмотря на большие усилия, ни одно из предприятий Николая не увенчалось успехом. В тогдашней политической ситуации великие замыслы римского епископа о завоевании власти над всем христианством, восточным и западным, не имели шансов на успех. Только через полтора столетия они смогли быть частично реализованы после успешной григорианской реформы.